# Alex Chilton
William Alexander „Alex“ Chilton (28. prosince 1950, Memphis, Tennessee, USA – 17. března 2010, New Orleans, Louisiana, USA) byl americký zpěvák, kytarista a skladatel.
V letech 1967 až 1970 byl frontmanem skupiny The Box Tops, kterou v roce 1996 obnovil a působil v ní až do své smrti. V letech 1971 až 1974 působil v kapele Big Star, kterou obnovil v roce 1993. Sólově debutoval v roce 1979 s albem Like Flies on Sherbert, později vydal několik dalších alb, často s coververzemi písní jiných autorů. Album Bach's Bottom, nahrané v roce 1975, vyšlo až o šest let později. Rovněž přispěl na tributní alba věnovaná The Who (1993), Tomu Waitsovi (1995) a The Beach Boys (2000), a hostoval na deskách Raye Daviese, dua John & Mary a dalších.
Od 80. let žil v New Orleans, kde v roce 2010 ve věku 59 let zemřel. O tři dny později měl vystupovat s Big Star na festivalu South by Southwest, nakonec zde k jeho poctě vystoupili zbývající členové kapely a několik hostů, včetně Mikea Millse z R.E.M., Chucka Propheta, Evana Dandoa a dvojice The Watson Twins.

## Diskografie
- One Day in New York (1978)
- Like Flies on Sherbert (1979)
- Bach's Bottom (1981)
- Live in London (1982)
- High Priest (1987)
- Clichés (1994)
- A Man Called Destruction (1995)
- Cubist Blues (1997) – s Benem Vaughnem a Alanem Vegou
- Loose Shoes and Tight Pussy (1999)
- Set (2000)
- Live in Anvers (2004)